# Paradox Development Studio
Paradox Development Studio is een Zweeds computerspelontwikkelaar gevestigd in Stockholm. Het bedrijf werd in 1995 opgericht en is een dochteronderneming van de computerspeluitgever Paradox Interactive. Paradox Development Studio is vooral bekend voor het ontwikkelen van grand strategy-spellen.

## Ontwikkelde spellen
| Release | Titel                             | Platform              |
| ------- | --------------------------------- | --------------------- |
| 2000    | Europa Universalis                | Windows               |
| 2001    | Europa Universalis II             | Windows               |
| 2002    | Hearts of Iron                    | Windows               |
| 2003    | Victoria: An Empire Under the Sun | Windows               |
| 2004    | Crusader Kings                    | Windows               |
| 2005    | Hearts of Iron II                 | Windows               |
| 2007    | Europa Universalis III            | Windows               |
| 2008    | Europa Universalis: Rome          | Windows               |
| 2009    | Hearts of Iron III                | Windows               |
| 2010    | Victoria II                       | Windows               |
| 2011    | Sengoku                           | Windows               |
| 2012    | Crusader Kings II                 | Linux, OS X, Windows  |
| 2013    | March of the Eagles               | Windows               |
| 2013    | Europa Universalis IV             | Linux, OS X, Windows  |
| 2016    | Hearts of Iron IV                 | Linux, OS X, Windows  |
| 2019    | Imperator: Rome                   | Linux, macOS, Windows |
| 2020    | Crusader Kings III                | Linux, macOS, Windows |